# Лев Дуров
Лев Константи́нович Ду́ров е руски актьор, театрален режисьор, педагог и публицист.

## Биография
Лев Дуров е роден на 23 декември 1931 г. в Москва. Израства в един от най-старите столични квартали Лефортово, в комунална квартира, заедно с родителите си и двете си сестри. Лев принадлежи към най-старата династия на циркови клоуни и дресьори на братя Дурови. Дуров завършва образованието си през 1954 г. в класа на Блиников. Десет години работи в Централния детски театър в Москва. Една от първите му значими роли е Фьодор в постановката Борис Годунов. Едни от най-значимите му роли са на Тибалт в „Ромео и Жулиета“, Чебутикин в „Три сестри“ и Яго в „Отело“. Дуров сключва брак с Ирина Кириченко. Дъщеря им Екатерина се ражда през 1959 г. От нея Лев и Ирина имат двама внука.
След завършване на Висшите режисьорски курсове Лев Дуров работи и като режисьор. В театъра на Малая Бронная той поставя редица представления, които са изключително популярни сред публиката. Най-значимите от тях са „Жестоки намерения“ на Арбузов, „Пепеляшка“ по творчеството на Шварц, „Обвинително заключение“ на Нодар Думбадзе, „Завеси“ на Михаил Варфоломеев и много други.. През 1991 г. той печели наградата „Народен артист“ на СССР.
Умира на 20 август 2015 г.

## Книги
- „Байки на бис“, 2008[3]
- „Грешные записки“, 1999
- „Странные мы люди“, Эксмо-Пресс, 2002, 320 с.